# Château de Heeze
Le château de Heeze, situé dans le Brabant-Septentrional sur la commune de Heeze-Leende, est un des derniers châteaux habités aux Pays-Bas. Il fut construit en 1665 par le célèbre architecte néerlandais Pieter Post.
Le commanditaire de la construction de Heeze était Albert Snoeckaert van Schauburg, Baron de Dorestadt qui avait acheté la seigneurie de Heeze-Leende en 1659. Auparavant, celle-ci appartenait à la famille de Hornes jusqu’en 1615 et aux Renesse ensuite. Les Snoeckaert gardèrent le bien jusqu’en 1732, puis elle passa aux d'Holbach et à partir de 1760 aux van Tuyll van Serooskerken, qui l’habitent encore aujourd’hui.
Par sa position unique, le château, entouré de douves au milieu des bois et des champs, fait partie des dix monuments les plus importants du Royaume des Pays-Bas. Il a conservé son aménagement intérieur du XVIIe siècle.
On pénètre dans une première cour intérieure en passant par une grande porte frappée aux armes des familles Van Tuyll van Serooskerken et Van Westreenen. Il y règne une atmosphère sereine et calme qui donne l’impression de se retrouver trois siècles en arrière.
Lorsqu’on passe le deuxième portail, une nouvelle cour s’ouvre sur les restes du château médiéval appelé « slot Eymerick ».
L’architecte Pieter Post avait développé des plans grandioses pour construire un château carré avec des tours d’angle et une cour intérieure entourée de colonnades là où se trouve aujourd'hui encore l’ancien bâtiment transformé en salle de fêtes.
Rien de tout cela ne fut réalisé. Seuls, bien en avant, les communs sans étages furent érigés. En 1665, on ajouta un étage supérieur. Ce qui avait été conçu à l’origine comme garages, écuries et annexes, devint ainsi la demeure seigneuriale.
À l’intérieur, les pièces sont aménagées avec goût et ont une allure prestigieuse. Elles sont décorées de tapisseries, de tableaux et de meubles de toute beauté. On peut y admirer des Gobelins dessinés par Charles Le Brun et des tapisseries d'Audenarde d'après des dessins de Rubens, ainsi qu'une salle de bains avant-gardiste pour l'époque.